# Utbremer Ring
Der Utbremer Ring ist eine historische Straße in Bremen-Findorff, Ortsteile Regensburger Straße und Weidedamm. Sie führt in Ost-West-Richtung von der Straße Am Weidedamm, gegenüber vom Bürgerpark zum Utbremer Kreisel / Bundesstraße 6 (Autobahn A 27-Zubringer Bremen-Überseestadt ) / Osterfeuerberger Ring.
Sie gliedert sich in die Teilbereiche
- Am Weidedamm bis Hemmstraße (Weidedamm) und
- Hemmstraße bis Osterfeuerberger Ring.

Die Querstraßen wurden benannt als Am Weidedamm (1914) nach der Weidefläche der Gräfin Emma, Heinrich-Böll-Straße nach dem Schriftsteller Heinrich Böll, Waiblinger Weg, Esslinger Straße, Stuttgarter Straße nach Städten in Baden-Württemberg, Hemmstraße (12. Jh.) nach dem ehem. Dorf Hemme im Niederblockland, 1139 belegt als Wallerhemme, Innsbrucker Straße nach der Hauptstadt des österreichischen Bundeslandes Tirol, Aschaffenburger Straße, Fürther Straße, Augsburger Straße (1902), Salzburger Straße, Kissinger Straße nach bayerischen und österreichischen Städten; ansonsten siehe beim Link zu den Straßen.

## Geschichte

### Name
Die Straße wurde nach dem Waller Ortsteil Utbremen benannt, dessen Name außerhalb Bremens bedeutet. Der Utbremer Ring führte zu diesem Ortsteil, der schon seit 1072 als Feldmark belegt sein soll. 1848 wurde die Feldmark eingemeindet.

Die Verkehrsplanung der 1860/70er Jahre von Baudirektor Alexander Schröder sah eine Ringstraße (Schröderring) um den Kern der Stadt vor, zu dem der Waller Ring, der Utbremer Ring, der Schwachhauser Ring und die Kirchbachstraße gehörten.

### Entwicklung
1875 hatte Findorff rund 2500 Einwohner. Die älteren zwischen Torfhafen (von um 1826) und Utbremer Ring gelegenen Wohngebiete entstanden von 1907 bis in die 1960er Jahre. Der Ortsteil Weidedamm bestand ursprünglich größtenteils aus Kleingartenanlagen.
Der Utbremer Ring gehört zu einem Straßenring, den Baudirektor Alexander Schröder bereits in den 1860/70er Jahren im Zuge einer Stadt- und Verkehrsplanung für die Vorstädte für Bremen konzipierte. Der so genannte Schröder-Ring (Waller Ring, Utbremer Ring, Schwachhauser Ring, Kirchbachstraße) wurde, bis auf eine Straße durch den Bürgerpark, realisiert.
In der ersten Hälfte des 20. Jahrhunderts bis 1939 entstanden Wohnhäuser nach Westen von der Hemmstraße bis zum Utbremer Ring.
Im Zweiten Weltkrieg wurden einige Häuser im westlichen Bereich durch Bombentreffer zerstört. Nach dem Krieg war die  Stadtentwicklung zwischen Leipziger Straße und Utbremer Ring (Weidedamm I) in dem für die 1950er Jahre typischen aufgelockerten Stil gegliedert. Es wurden in drei Abschnitten bis 1999 die Wohngebiete Weidedamm I bis III errichtet.

### Verkehr
Die Kleinbahn Bremen–Tarmstedt, volkstümlich Jan Reiners genannt, war eine Eisenbahnstrecke, die von 1900 bis 1956 vom Bremen Parkbahnhof via Bahnhof Bremen Hemmstraße über Lilienthal nach Tarmstedt führte und dabei den Utbremer Ring kreuzte.
Im Nahverkehr in Bremen fahren hier die Buslinien 25  (Weidedamm-Süd – Osterholz) und ab Führter Straße auch die Linie 26 (Walle – Huckelriede). Die Linien 27 (Weidedamm-Nord – Huckelriede) und 28 (Walle – Findorff – Wiener Str. – Universität-Nord) kreuzen an der Hemmstraße den Ring.

## Gebäude und Anlagen
Am Utbremer Ring befinden sich überwiegend zwei- bis viergeschossige Wohngebäude, oft als Reihenhäuser. Im Bereich der Stuttgarter Straße stehen überwiegend Ein- und Zweifamilienhäuser.
Erwähnenswerte Gebäude und Anlagen
- Nr. 121–151: Ein- und zweigeschossige Wohnhäuser mit Walmdächern der Siedlung Vogelweide von 1935/36 nach Plänen von August Abbehusen; auch die benachbarten Häuser (Vogelweide 1–43 und 2–24, Bozener Str. 4–30 und 3–9, Innsbrucker Straße 41–67 sowie Hemmstraße 280–310) stammen von diesem Architekten, der sonst oft mit Otto Blendermann zusammen arbeitete.
- Zwischen Utbremer Ring und Kissinger Straße: fünfgeschossiger Mietwohnungsbau der Gewoba von 2018,
- ab Nr. 182: Bezirkssportanlage Findorff mit neuer (2018) Kunststofflaufbahn und mehreren Sportplätzen.